# Styringomyia armata
Styringomyia armata är en tvåvingeart som beskrevs av Edwards 1924. Styringomyia armata ingår i släktet Styringomyia och familjen småharkrankar. Inga underarter finns listade i Catalogue of Life.